# フロリサント (ミズーリ州)
フロリサント（Florissant）は、アメリカ合衆国ミズーリ州のセントルイス郡にある都市。人口は5万2533人（2020年）。セントルイスの北西25キロメートルに位置しており、セントルイス・ランバート国際空港に近い。

## 解説
1786年にフランス人の毛皮業者が初めてこの土地に定住したと推定されている。その後、スペイン人とドイツ人が加わり、村が形成された。地名はフランス語から来ており英語の「flowering」に相当する。第二次世界大戦後、セントルイスの都市圏拡大により市域の大半が住宅地に転換した。人口のピークは1970年代半ばで、その後は安定している。